# Амаравикрама, Удама
Химан Удама Амаравикрама (англ. Himan Udama Amarawickrama, род. 1974) — шри-ланкийский шахматист.
Победитель чемпионата Шри-Ланки 1999 г. (разделил 1—3 места с Н. де Силвой и Р. Амарасингхом).
В составе сборной Шри-Ланки участник шахматной олимпиады 1992 г. В данном турнире сыграл 11 партий, из которых 7 выиграл (в том числе у К. Йонеску), 2 завершил вничью (в том числе с Тан Лиан Анном) и 2 проиграл (в том числе В. Смоллу).
В 1995 г. представлял Шри-Ланку в зональном турнире. В этом соревновании он набрал 4 очка из 11 (без ничьих, среди побежденных — И. Хакки и Х. Момени) и занял 18-е место среди 22 участников (соревнование проходило по швейцарской системе, победителем стал Д. Баруа).